# Hansjörg Hofer

Bischofswappen von Hansjörg Hofer

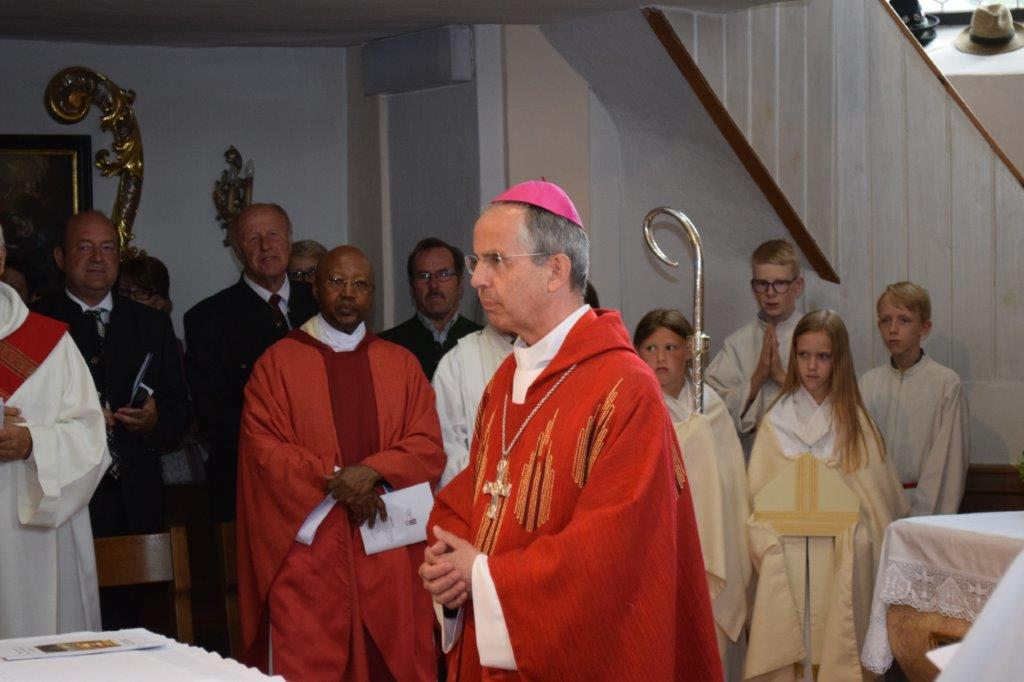
Bei der Orgelweihe in der Faistenau, Jakobitag 2018

Hansjörg Hofer (* 14. April 1952 in Stumm im Zillertal) ist ein österreichischer römisch-katholischer Geistlicher und Weihbischof der Erzdiözese Salzburg.

## Leben
Nach der Matura am Kollegium Borromaeum Salzburg studierte Hofer katholische Theologie an der Universität Salzburg und der Universität Innsbruck. Nach seiner Priesterweihe am 29. Juni 1976 in Salzburg ernannte ihn der Salzburger Erzbischof Karl Berg zu seinem Privatsekretär und Zeremoniär am Salzburger Dom. 1979 wurde er in Salzburg zum Doctor theologiae promoviert. Er war Kooperator in Hallein und ab 1984 Pfarrer von Mittersill und Hollersbach. 1992 wurde er zum Kanzler und Personalreferenten der Erzdiözese Salzburg im Bischöflichen Ordinariat bestellt. Hofer ist seit 1992 Mitglied des Salzburger Domkapitels und besitzt somit als Domkapitular Wahlrecht bei der Neubesetzung des Salzburger Bischofsstuhls. Durch Papst Benedikt XVI. erfolgte die Ernennung zum Prälaten (päpstlicher Ehrenprälat).
Erzbischof Alois Kothgasser SDB ernannte Hofer am 1. September 2006 zum Generalvikar mit Beibehaltung der Agenden des Personalreferenten der Erzdiözese Salzburg und damit zum Nachfolger von Johann Reißmeier.
Papst Franziskus ernannte ihn am 31. Mai 2017 zum Titularbischof von Abziri und zum Weihbischof in Salzburg. Der Erzbischof von Salzburg, Franz Lackner OFM, spendete ihm am 9. Juli desselben Jahres die Bischofsweihe. Mitkonsekratoren waren dessen Amtsvorgänger Alois Kothgasser und der Bischof von Feldkirch, Benno Elbs. Sein Wahlspruch lautet Ad Christum. Hansjörg Hofer vertritt seit November 2018 die Österreichische Bischofskonferenz im Kuratorium der kirchlichen „Stiftung Opferschutz“ und ist seitens der Bischofskonferenz für die Bereiche Berufungspastoral und das Canisiuswerk sowie für die Berufsgruppe der Mesner zuständig und Geistlicher Beirat der Krippenfreunde Österreichs.

## Ehrungen und Auszeichnungen
- 2025: Ehrenzeichen des Landes Tirol[6]